# Rhipidia (Rhipidia) lucea
Rhipidia (Rhipidia) lucea is een tweevleugelige uit de familie steltmuggen (Limoniidae). De soort komt voor in het Palearctisch gebied.